# 会津本乡站
會津本鄉站（日语：／ Aizu-hongō eki */?）是一個位於福島縣會津若松市北會津町上米塚，屬於東日本旅客鐵道（JR東日本）只見線的鐵路車站。

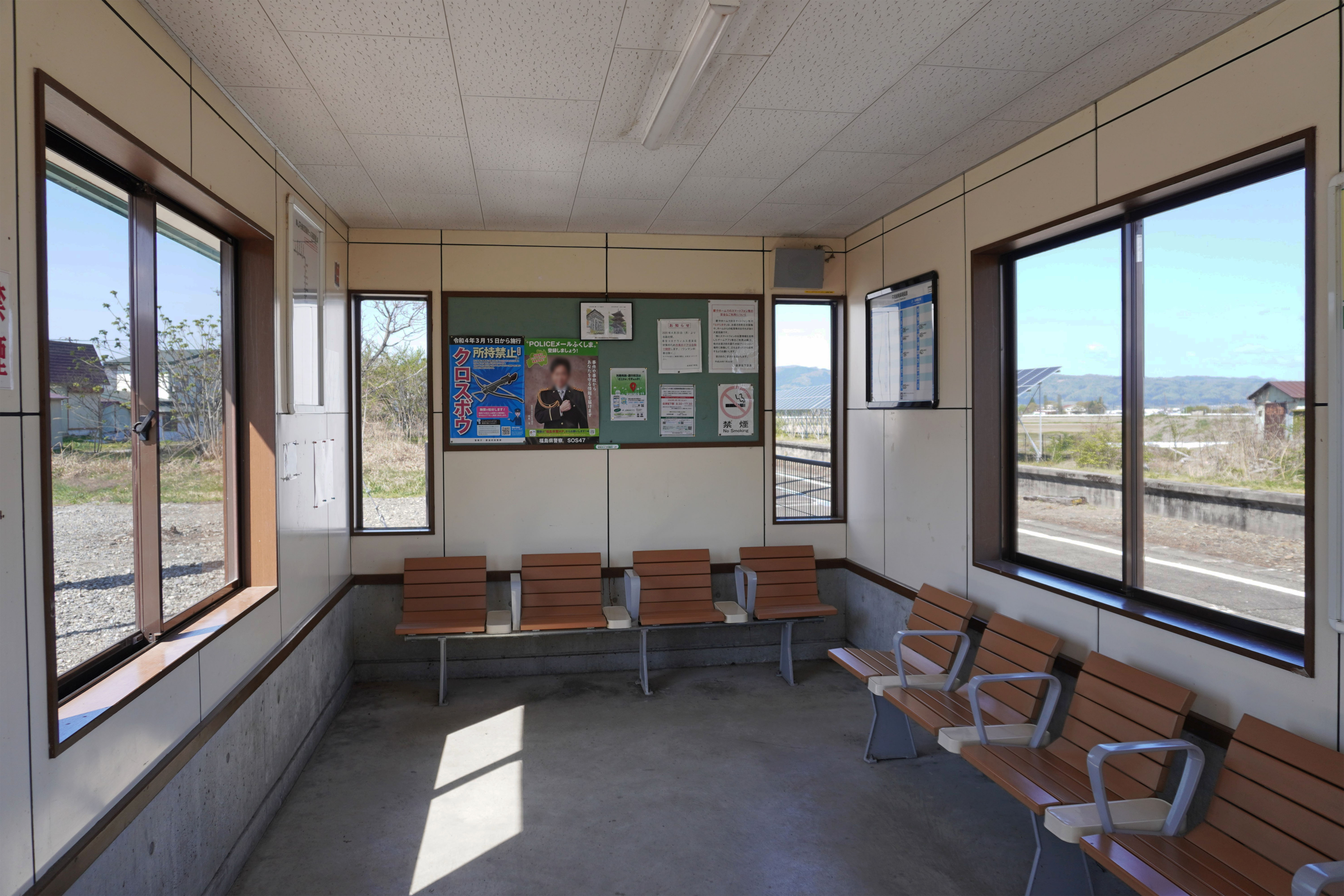
候車室內（2023年4月）

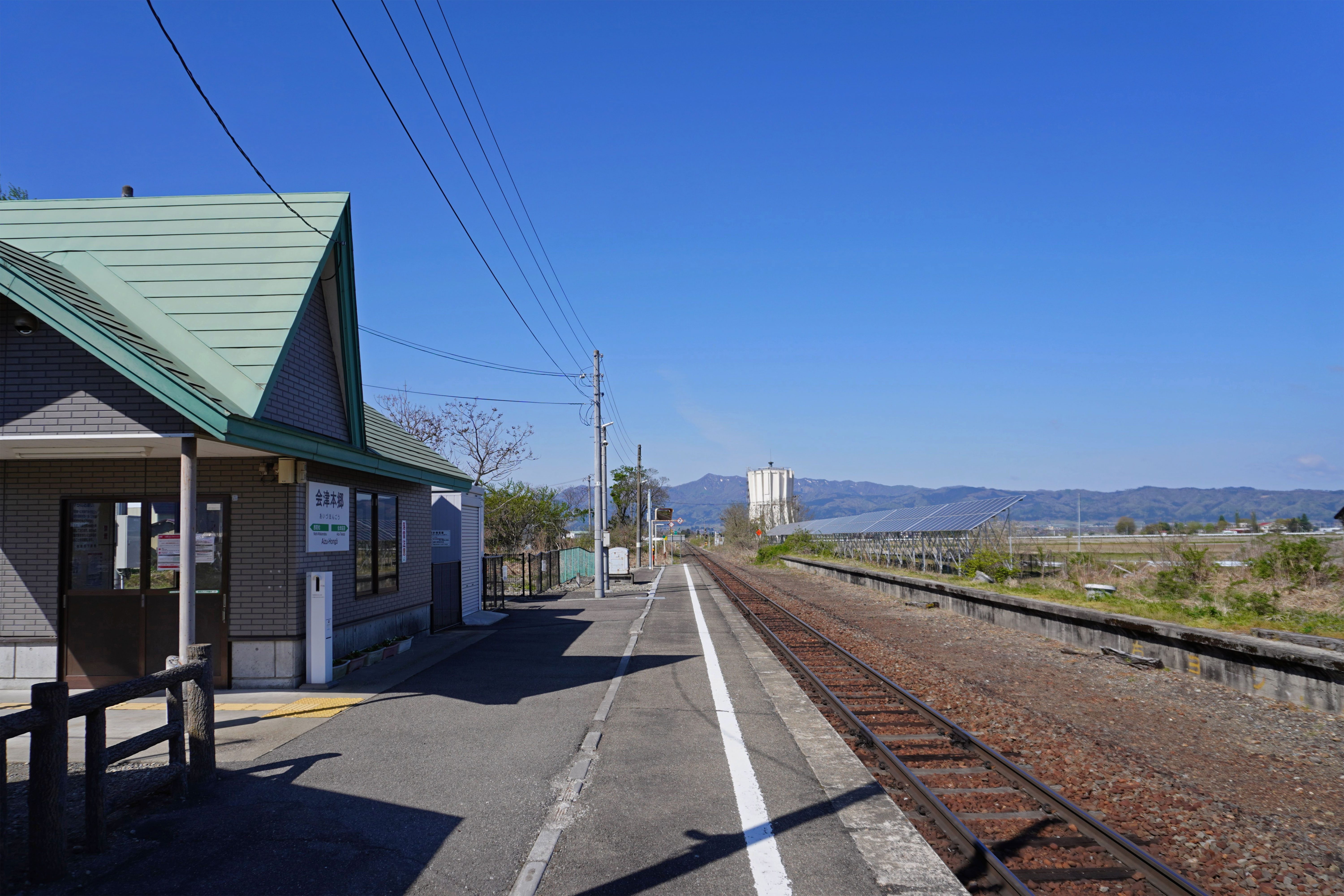
月台（2023年4月）

## 車站結構
側式月台1面1線的地面車站。

## 相鄰車站
東日本旅客鐵道
■只見線
西若松－會津本鄉－會津高田